# Brachypteracias leptosomus
La ghiandaia marina terricola (Brachypteracias leptosomus (Lesson, 1833)) è un uccello della famiglia Brachypteraciidae, endemico del Madagascar. È l'unica specie del genere Brachypteracias.